# کراس‌فیت
کراس‌فیت یک رژیم و برنامه برای تناسب اندام است که توسط گرگ گلسمن بنیان‌گذاری و ثبت تجاری شده‌است. کراس‌فیت شامل تمرینات جسمانی و مسابقات تناسب اندام می‌شود. تمرینات کراس‌فیت ترکیبی این ورزش شکل گرفته شده از رشته های ورزشی ژیمناستیک، دو میدانی و وزنه برداری است .
این ورزش مبتنی بر این اصل بنا شد که انجام تمرینات داخل باشگاه بایستی در زندگی ما کاربرد داشته باشند .
از جمله ایستگاه‌های مختلف کراس‌فیت که تمرینات آن انجام می‌شود می‌توان به پارالل، پارالل خلبانی، اسکات،فارمر کری٫ پرس سینه و مانکی را نام برد. این تجهیزات روی دستگاهی به نام سازه کراس‌فیت نصب می‌شوند.
بهبود متن

## تاریخچه
کراس فیت رشته تمرینی در حال رشدی است که به صورت کاملاً متنوع و غیرقابل پیش‌بینی از تمرینات عملکردی در شدت بالا استفاده می‌کند. این روش توسط گرگ گلسمن (مربی باتجربه آمادگی جسمانی و ژیمناستیک) در سال ۱۹۹۶ ایجاد شد و سرانجام سازمان کراس‌فیت توسط گلسمن و همسر وقت وی به نام لورن جنای در سال ۲۰۰۰ به ثبت رسید.
در ابتدا گلسمن در باشگاه خود از برنامه‌های کراس فیت در قالب برنامه‌های تمرینی کوچک استفاده کرد و آنها را در سایت کراس فیت برای علاقه مندان منتشر کرد. این سایت هنوز هم به فعالیت خود ادامه می‌دهد و جامعه گسترده‌ای را به وجود آورده‌است. امروزه تعداد بسیار زیادی از ورزشکاران وابسته به سالن‌های کراس فیت در شش قاره به‌طور مستقل فعالیت می‌کنند.
باشگاه مبدأ کراس‌فیت در سانتا کروز کالیفرنیا است. در سال ۲۰۰۵ تعداد ۱۳ باشگاه و امروزه بیش از ۱۳۰۰۰ باشگاه کراس‌فیت وجود دارد.

## حرکات پایه کراس‌فیت[۷]
1. برپی
2. حرکت تک ضرب
3. حرکت دو ضرب
4. ددلیفت
5. تراستر
6. پرتاب توپ
7. حرکت شنا
8. بالا رفتن از طناب
9. پرش ارتفاع در جا
10. اسکات
11. پوش پرس
12. مدیسین بال کلین

هدف از این تمرینات، گسترده و فراگیر کردن آمادگی جسمانی و آماده کردن ورزشکاران برای مواجهه با هرگونه شرایط احتمالی و غیرمنتظره بدنی است. علاوه بر این، برنامه‌های کراس فیت در تمرکز بر به حداکثر رساندن پاسخ‌های عصبی عضلانی، توسعه توان، تمرینات جانبی تمرینات پیوسته، حرکات عملکردی و توسعه استراتژی‌های موفق رژیم‌های غذایی منحصر به فرد هستند.

## تاریخچه کراس‌فیت در ایران
از آنجایی که کراس‌فیت یک شرکت تجاری ثبت شده جهانی است لذا برای فعالیت در این رشته می‌باید کشور ایران از این برند تجاری که توسط گرگ گلسمن به ثبت رسیده‌است لایسنس دریافت نماید اما به دلیل تحریم‌ها و هزینه سنگین اعطای نمایندگی در ایران فدراسیونی به نام فدراسیون ورزش‌های همگانی تأسیس شده‌است تا از رشته‌های نوین و تجاری دنیا بدون اخذ اعتبار و نمایندگی استفاده نماید؛ بنابراین در فدراسیون همگانی رشته‌های مختلف تحت عنوان کمیته معرفی می‌شوند تا با برگزاری دوره‌های کارگاهی بتوانند از این سیستم‌های درآمدزایی بنمایند.
در ایران در سال ۱۳۹۸ کمیته کراسفیت زیر نظر فدراسیون ورزش‌های همگانی فعالیت خود را آغاز کرد ریاست این کمیته به عهده سهراب آزاد می‌باشد. در مدت این چند سال کراسفیت در ایران به کمک تلاش‌های شبانه‌روزی تیم تحت مدیریت رئیس انجمن کراسفیت ایران (سهراب آزاد) رشد بسیار قابل توجهی داشته تا جای که بعد از چند سال از کمیته به انجمن تبدیل شد و در تمام استان‌ها فعالیت خود را آغاز کردند. سپس در مورخ ۱۴۰۱/۰۷/۰۲ وزارت ورزش و جوانان طی یک ابلاغیه رسمی موافقت خود را با حضور رشته کراس‌فیت در قالب انجمن به عنوان زیر مجموعه فدراسیون وزنه‌برداری اعلام کرد که رشته ورزشی کراس‌فیت از فدراسیون آمادگی جسمانی جدا شود و در قالب انجمن کراس‌فیت به زیرمجموعه فدراسیون وزنه‌برداری ملحق گردد. در حال حاضر مهدی سلطانی به عنوان مسئول امور باشگاه‌های کراس‌فیت ایران می‌باشد. در شهر های بزرگ مثل اصفهان هم کمیته هایی برای کراسفیت شکل گرفته است و روسای آنها تعیین شده اند. رئیس کمیته کراسفیت اصفهان مسیح خسروی تعیین شد. 
کراسفیت در ایران در حال حاضر زیر مجموعه فدراسیون وزنه‌برداری ایران است، اما از طرفی سازمان جهانی کراسفیت یک برند تجاری ثبت شده می‌باشد. تمامی باشگاه‌های رسمی کراس‌فیت یا به اصطلاح (باکس کراسفیت) تحت نظر این برند تجاری هستند؛ اما در راستای فعالیت انجمن کراس‌فیت جمهوری اسلامی ایران با سازمان جهانی کراسفیت هیچ ارتباط و هماهنگی رسمی و اداری وجود ندارد.
در سال 96 وب سایت داینامیک فیت با تمرکز ویژه بر توسعه ی کراس فیت در فضای وب به مدت 3 سال ده ها مقاله ی مختلف در باب شناسایی، گسترش و سنجش این ورزش منتشر کرد که تاثیر عمیقی در شناخت آن برای مردم ایران ایفا کرد.
از مهم ترین این موارد تفکیک این ورزش از تمرینات کاربردی یا همان فانکشنال ترینینگ بود که به اشتباه در کنار کراس فیت جای میگرفت، همچنین اولین وب سایت مادر در حیطه ی ساخت سازه های کراس فیت میباشد که صد ها باشگاه را در ایران تبدیل به باکس کراس فیت کردند .

## مسابقات کراس‌فیت
رقابتی با نام کراس فیت گیمز، از سال ۲۰۰۷ به طور سالانه تابستان توسط شرکت کراس‌فیت برگزار می‌شود که بالاترین و رسمی‌ترین مسابقه کراس‌فیت به شمار می‌آید.
مسابقات سالانه قهرمانی کشوری کراسفیت بر گرفته از مسابقات کراسفیت گیمز جهانی در ایران برگزار می‌شود. اولین دوره مسابقات کشوری در اسفند ۱۳۹۶ در تهران و دومین دوره در اسفند ۱۳۹۷ در شهر یزد برگزار گردید.